# Frank Teschemacher
Frank Teschemacher (Kansas City, 13 marzo 1906 – Chicago, 1º marzo 1932) è stato un clarinettista e sassofonista statunitense.
Fece parte della cosiddetta Austin High School gang; visse di ingaggi occasionali nel Midwest e una volta suonò in Florida con Charlie Straight.
Negli ultimi anni della sua vita imparò a suonare il violino e fu attivo nell'orchestra di Jan Garber. Il pezzo in cui esprimeva meglio la sua abilità era Nobody's sweetheart.
Nel 1932 lui e l'amico Bill Davison, che era al posto di guida, furono coinvolti in un incidente d'auto che costò la vita a Teschemacher.